# Anisomysis (Anisomysis) bacescui
Anisomysis (Anisomysis) bacescui is een aasgarnalensoort uit de familie van de Mysidae. De wetenschappelijke naam van de soort is voor het eerst geldig gepubliceerd in 1976 door Pillai.